# Louis Mapou
Louis Mapou (14 de noviembre de 1958, Yaté) es un político neocaledonio canaco que se desempeñó como Presidente del Gobierno de Nueva Caledonia el 22 de julio de 2021 y concluyó el 16 de enero de 2025.
Es miembro del Palika (Partido de Liberación Kanak) y fue presidente del grupo Unión Nacional por la Independencia en el Congreso de Nueva Caledonia de 2014 a 2021. También ha sido concejal municipal de Païta de 1995 a 1998 y desde 2020. 
Mapou estudió en la universidad de Nantes y luego en París en los años 1980. Fue director general de la Agencia de Desarrollo Rural y Ordenación de Tierras de 1998 a 2005. De 2005 a 2014 fue director de Eramet y presidente del consejo de administración de la mina de níquel de Koniambo. 